# Dr. Salismar
Francisco Salismar Lopes Correia, também conhecido como Dr. Salismar (Pau dos Ferros, 19 de fevereiro de 1966) é um médico e político brasileiro.

## Biografia
Pai de sete filhos, Salismar Correia é formado em medicina pela Universidade Federal do Rio Grande do Norte (UFRN) e possui especialização em cardiologia e terapia intensiva pela Associação Médica Brasileira (AMB). Em sua cidade natal, foi presidente da Associação Universitária de Pau dos Ferros em 1984, do Comitê de Combate à Fome e à Miséria de 1992 a 1994 e da Associação Médica Regional de Pau dos Ferros de 1994 a 1995, quando se tornou presidente do Rotary Clube de Pau dos Ferros, até o ano seguinte. Neste ano, foi eleito vice-presidente do município na chapa de Francisco Nilton Pascoal de Figueiredo (1996-2000), exercendo o cargo secretário municipal de saúde entre 1997 e 2000.
Em Brasília, foi, entre 2003 e 2006, o primeiro suplente de Fátima Bezerra, deputada federal pelo estado do Rio Grande do Norte pelo Partido dos Trabalhadores (PT). Voltando ao Rio Grande do Norte, foi candidato a deputado estadual pelo Partido Humanista da Solidariedade (PHS) nas eleições de 2006, ficando na suplência. Em 2008, foi candidato a vice-prefeito do município de São Miguel na chapa de Acácio Silva Campos, não obtendo sucesso. Com a nomeação do deputado estadual Arlindo Dantas para uma secretaria no governo estadual, Salismar foi empossado em seu lugar na Assembleia Legislativa do Rio Grande do Norte em 22 de junho de 2010, ficando até o término da legislatura, em 31 de dezembro do mesmo ano.
Nas eleições municipais de 2012, foi eleito vice-prefeito de São Miguel na chapa de Dario Vieira.Em 2014, recebeu o título de Cidadão Micaelense, da Câmara Municipal de São Miguel. Em 2016, concorreu novamente a vice-prefeito desta vez pela chapa de Zé Galdêncio, se elegendo. Trabalha como médico em Pau dos Ferros, em sua clínica de cardiologia particular e no Hospital Regional. Em 2020, concorreu a prefeito de Pau dos Ferros, terminou em último lugar com 170 votos. Em 2018, concorreu a deputado federal novamente, ficando em 16° lugar com 24.270 votos. Em 2022, foi candidato a deputado estadual pelo Solidariedade ficando em 49° lugar com 2.976 votos.